# 比利时流亡政府

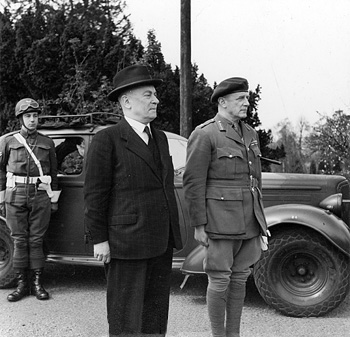
于贝尔·皮埃洛 (左), 比利时流亡政府首相,1944年4月。

比利时流亡政府 (法語：Gouvernement belge à Londres)，也被称为皮埃洛第四政府，是比利时在第二次世界大战期间1940年10月至1944年9月的流亡政府。政府为三方机制，包括来自天主教党，自由党与劳动党的首相。在1940年5月比利时被纳粹德国入侵后,比利时政府在首相于贝尔·皮埃洛的带领下，首先逃到法国境内的波尔多，随后前往伦敦，并在那里建立了唯一在同盟国内代表比利时的合法政权。
尽管在本土不再拥有权力，流亡政府仍管理比属刚果并就战后重建问题与其他同盟国政府进行交涉。流亡政府在战时达成的协议包括比荷卢三国关税同盟与比利时加入联合国的许可。流亡政府也对比利时流亡军团施加影响并试图维系与地下抵抗组织的联系。